# Nelson Davidjan
Nelson Davidjan, född 6 april 1950 i Güneyçartar i Nagorno-Karabach i Sovjetunionen, död 11 september 2016 i Kiev i Ukraina, var en armenisk-sovjetisk brottare som tog OS-silver i fjäderviktsbrottning i den grekisk-romerska klassen 1976 i Montréal.